# 沈彤 (清朝)
沈彤（1688年—1752年），字冠雲，號果堂，吳江人，清初经学家。

## 生平
沈文十三世孙。曾祖沈自南是顺治十二年（1655年）进士。父為沈始树，彤为长子。康熙二十七年（1688年）出生，少時授业於何焯，以文名称著江南。為诸生，篤志經學，文風古樸，尤精於《三禮》。乾隆元年（1736年）荐举博学鸿词科，因奏賦至夜半仍未能成而落选。薦修《三礼》及《大清一统志》。書成授九品官，不就，歸鄉養母。无灶，以行灶炊爨。三餐不繼，其母采羊眼豆以供晚食。天寒穿絮衣，仍纂述不倦。
沈彤与名医徐灵胎为同乡好友，曾寓居徐灵胎医馆多年，受徐灵胎影响，著有《气穴考略》五卷和《释骨》一卷。宋代歐陽修曾懷疑《周禮》，認為如按《周禮》，官多田少，祿田將不足數。沈彤作《周官祿田考》解決這個疑難，好友惠棟稱譽“二千年來聚訟，一朝而決”。乾隆十七年（1752年）十月卒。私谥文孝先生。無子嗣，以堂弟沈凤鸣次子沈英为后。著有《果堂集》12卷，《周官禄田考》3卷，《仪礼小疏》1卷、《春秋左氏传小疏》等。